# Neoseiulus ilicis
Neoseiulus ilicis is een mijtensoort uit de familie van de Phytoseiidae. De wetenschappelijke naam van de soort werd voor het eerst geldig gepubliceerd in 2011 door Denmark & Evans.